# Stereophyllum rhamphostegium
Stereophyllum rhamphostegium là một loài Rêu trong họ Stereophyllaceae. Loài này được (Hampe) Kindb. miêu tả khoa học đầu tiên năm 1891.